# Kursīšu pagasts
Kursīšu pagasts er en territorial enhed i Saldus novads i Letland. Pagasten havde 955 indbyggere i 2010 og omfatter et areal på 170,86 kvadratkilometer. Hovedbyen i pagasten er Kursiši.